# Medaliści igrzysk olimpijskich w lekkoatletyce – sztafety

## Sztafety

### Sztafeta 4 × 100 metrów
Konkurencja obecna jest w programie nieprzerwanie od Igrzysk Olimpijskich 1912. Liderem klasyfikacji zawodników jest Amerykanin Frank Wykoff, który zdobył trzy złote medale. Wśród reprezentacji liderem są Stany Zjednoczone, które w dorobku posiadają 15 złotych i 2 srebrne medale. W poniższej tabeli przedstawiono wszystkich medalistów igrzysk olimpijskich w sztafecie 4 × 100 m w latach 1912–2021. Wymieniono zawodników startujących zarówno w biegach finałowych, jak i eliminacjach, nie uwzględniając jednak zawodników rezerwowych.
| Rok i miejsce        | Złoto                                                                                           | Srebro                                                                                         | Brąz                                                                                     | Źr.           |
| -------------------- | ----------------------------------------------------------------------------------------------- | ---------------------------------------------------------------------------------------------- | ---------------------------------------------------------------------------------------- | ------------- |
| 1912, Sztokholm      | Wielka Brytania William Applegarth Victor d’Arcy David Jacobs Henry Macintosh                   | Szwecja Knut Lindberg Charles Luther Ivan Möller Ture Person                                   | –                                                                                        | [ 1 ]         |
| 1920, Antwerpia      | USA Morris Kirksey Loren Murchison Charlie Paddock Jackson Scholz                               | Francja Émile Ali-Khan René Lorain René Mourlon René Tirard                                    | Szwecja Agne Holmström Sven Malm William Petersson Nils Sandström                        | [ 2 ]         |
| 1924, Paryż          | USA Louis Clarke Frank Hussey Alfred LeConey Loren Murchison                                    | Wielka Brytania Harold Abrahams Wilfred Nichol Walter Rangeley Lancelot Royle                  | Holandia Rinus van den Berge Jaap Boot Harry Broos Jan de Vries                          | [ 3 ]         |
| 1928, Amsterdam      | USA Charles Borah James Quinn Henry Russell Frank Wykoff                                        | Republika Weimarska Richard Corts Hubert Houben Helmut Körnig Georg Lammers                    | Wielka Brytania Cyril Gill Jack London Walter Rangeley Edward Smouha                     | [ 4 ]         |
| 1932, Los Angeles    | USA Hector Dyer Robert Kiesel Emmett Toppino Frank Wykoff                                       | Republika Weimarska Erich Borchmeyer Friedrich Hendrix Arthur Jonath Helmut Körnig             | Włochy Giuseppe Castelli Ruggero Maregatti Gabriele Salviati Edgardo Toetti              | [ 5 ]         |
| 1936, Berlin         | USA Foy Draper Ralph Metcalfe Jesse Owens Frank Wykoff                                          | Włochy Gianni Caldana Tullio Gonnelli Orazio Mariani Elio Ragni                                | III Rzesza Erich Borchmeyer Erwin Gillmeister Gerd Hornberger Wilhelm Leichum            | [ 6 ]         |
| 1948, Londyn         | USA Harrison Dillard Barney Ewell Mel Patton Lorenzo Wright                                     | Wielka Brytania John Archer Jack Gregory Kenneth Jones Alastair McCorquodale                   | Włochy Carlo Monti Enrico Perucconi Antonio Siddi Michele Tito                           | [ 7 ]         |
| 1952, Helsinki       | USA Harrison Dillard Lindy Remigino Dean Smith Andy Stanfield                                   | ZSRR Lew Kalajew Lewan Sanadze Władimir Suchariew Boris Tokariew                               | Węgry György Csányi Béla Goldoványi Géza Varasdi László Zarándi                          | [ 8 ]         |
| 1956, Melbourne      | USA Thane Baker Leamon King Bobby Joe Morrow Ira Murchison                                      | ZSRR Łeonid Barteniew Jurij Konowałow Władimir Suchariew Boris Tokariew                        | Wspólna Reprezentacja Niemiec Heinz Fütterer Manfred Germar Lothar Knörzer Leonhard Pohl | [ 9 ]         |
| 1960, Rzym           | Wspólna Reprezentacja Niemiec Bernd Cullmann Armin Hary Martin Lauer Walter Mahlendorf          | ZSRR Łeonid Barteniew Jurij Konowałow Gusman Kosanow Edwin Ozolin                              | Wielka Brytania David Jones Peter Radford David Segal Nick Whitehead                     | [ 10 ]        |
| 1964, Tokio          | USA Gerald Ashworth Paul Drayton Bob Hayes Richard Stebbins                                     | Polska Marian Dudziak Marian Foik Wiesław Maniak Andrzej Zieliński                             | Francja Jocelyn Delecour Paul Genevay Bernard Laidebeur Claude Piquemal                  | [ 11 ]        |
| 1968, Meksyk         | USA Charles Greene Jim Hines Melvin Pender Ronnie Ray Smith                                     | Kuba Enrique Figuerola Pablo Montes Juan Morales Hermes Ramírez                                | Francja Roger Bambuck Jocelyn Delecour Gérard Fenouil Claude Piquemal                    | [ 12 ]        |
| 1972, Monachium      | USA Larry Black Edward Hart Robert Taylor Gerald Tinker                                         | ZSRR Wałerij Borzow Aleksandr Kornieluk Uładzimir Ławiecki Juris Silovs                        | RFN Klaus Ehl Jobst Hirscht Karlheinz Klotz Gerhard Wucherer                             | [ 13 ]        |
| 1976, Montreal       | USA Harvey Glance Millard Hampton John Wesley Jones Steven Riddick                              | NRD Manfred Kokot Klaus-Dieter Kurrat Jörg Pfeifer Alexander Thieme                            | ZSRR Aleksandr Aksinin Wałerij Borzow Nikołaj Kolesnikow Juris Silovs                    | [ 14 ]        |
| 1980, Moskwa         | ZSRR Aleksandr Aksinin Władimir Murawjow Andriej Prokofjew Nikołaj Sidorow                      | Polska Leszek Dunecki Zenon Licznerski Marian Woronin Krzysztof Zwoliński                      | Francja Pascal Barré Patrick Barré Hermann Panzo Antoine Richard                         | [ 15 ]        |
| 1984, Los Angeles    | USA Ron Brown Sam Graddy Carl Lewis Calvin Smith                                                | Jamajka Norman Edwards Albert Lawrence Greg Meghoo Don Quarrie Ray Stewart                     | Kanada Sterling Hinds Ben Johnson Tony Sharpe Desai Williams                             | [ 16 ]        |
| 1988, Seul           | ZSRR Wiktor Bryzhin Władimir Kryłow Władimir Murawjow Witalij Sawin                             | Wielka Brytania Elliot Bunney Clarence Callender Linford Christie Mike McFarlane John Regis    | Francja Bruno Marie-Rose Max Morinière Gilles Quénéhervé Daniel Sangouma                 | [ 17 ]        |
| 1992, Barcelona      | USA Leroy Burrell James Jett Carl Lewis Michael Marsh Dennis Mitchell                           | Nigeria Olapade Adeniken Davidson Ezinwa Osmond Ezinwa Chidi Imoh Oluyemi Kayode               | Kuba Jorge Aguilera Joel Isasi Joel Lamela Andrés Simón                                  | [ 18 ]        |
| 1996, Atlanta        | Kanada Donovan Bailey Carlton Chambers Robert Esmie Glenroy Gilbert Bruny Surin                 | USA Jon Drummond Tim Harden Michael Marsh Dennis Mitchell Tim Montgomery                       | Brazylia Édson Ribeiro André da Silva Arnaldo da Silva Robson da Silva                   | [ 19 ]        |
| 2000, Sydney         | USA Kenny Brokenburr Jon Drummond Maurice Greene Brian Lewis Tim Montgomery Bernard Williams    | Brazylia Vicente de Lima Édson Ribeiro André da Silva Claudinei da Silva Cláudio Roberto Souza | Kuba José Ángel César Iván García Freddy Mayola Luis Alberto Pérez-Rionda                | [ 20 ]        |
| 2004, Ateny          | Wielka Brytania Darren Campbell Marlon Devonish Jason Gardener Mark Lewis-Francis               | USA Shawn Crawford Justin Gatlin Maurice Greene Coby Miller Darvis Patton                      | Nigeria Deji Aliu Aaron Egbele Uchenna Emedolu Olusoji Fasuba                            | [ 21 ]        |
| 2008, Pekin          | Trynidad i Tobago Aaron Armstrong Keston Bledman Marc Burns Emmanuel Callender Richard Thompson | Japonia Nobuharu Asahara Shingo Suetsugu Shinji Takahira Naoki Tsukahara                       | Brazylia Bruno de Barros Vicente de Lima José Carlos Moreira Sandro Viana                | [ 22 ]        |
| 2012, Londyn         | Jamajka Kemar Bailey-Cole Yohan Blake Usain Bolt Nesta Carter Michael Frater                    | Trynidad i Tobago Keston Bledman Marc Burns Emmanuel Callender Richard Thompson                | Francja Christophe Lemaitre Pierre-Alexis Pessonneaux Ronald Pognon Jimmy Vicaut         | [ 23 ]        |
| 2016, Rio de Janeiro | Jamajka Nickel Ashmeade Kemar Bailey-Cole Yohan Blake Usain Bolt Jevaughn Minzie Asafa Powell   | Japonia Asuka Cambridge Shōta Iizuka Yoshihide Kiryū Ryōta Yamagata                            | Kanada Mobolade Ajomale Aaron Brown Andre De Grasse Akeem Haynes Brendon Rodney          | [ 24 ]        |
| 2021, Tokio          | Włochy Fausto Desalu Marcell Jacobs Lorenzo Patta Filippo Tortu                                 | Kanada Aaron Brown Jerome Blake Andre De Grasse Brendon Rodney                                 | ChRL Su Bingtian Tang Xingqiang Wu Zhiqiang Xie Zhenye                                   | [ 25 ] [ 26 ] |

### Sztafeta 4 × 400 metrów
Konkurencja obecna jest w programie nieprzerwanie od Igrzysk Olimpijskich 1912. Liderami klasyfikacji zawodników jest, ex aequo, pięciu Amerykanów, którzy zdobyli po 2 złote medale: Steve Lewis, Antonio McKay, LaShawn Merritt, Andrew Valmon i Jeremy Wariner. Wśród reprezentacji liderem są Stany Zjednoczone, które w dorobku posiadają 18 złotych i 3 srebrne medale. W poniższej tabeli przedstawiono wszystkich medalistów igrzysk olimpijskich w sztafecie 4 × 400 m w latach 1912–2021. Wymieniono zawodników startujących zarówno w biegach finałowych, jak i eliminacjach, nie uwzględniając jednak zawodników rezerwowych.
| Rok i miejsce        | Złoto | Srebro | Brąz                                                                                               | Źr.    |
| -------------------- | --- | --- | -------------------------------------------------------------------------------------------------- | ------ |
| 1912, Sztokholm      | USA Edward Lindberg Ted Meredith Charles Reidpath Mel Sheppard                                           | Francja Pierre Failliot Charles Lelong Charles Poulenard Robert Schurrer                                     | Wielka Brytania Ernest Henley George Nicol Cyril Seedhouse James Soutter                           | [ 27 ] |
| 1920, Antwerpia      | Wielka Brytania John Ainsworth-Davis Guy Butler Cecil Griffiths Robert Lindsay                           | ZPA Henry Dafel Clarence Oldfield Jack Oosterlaak Bevil Rudd                                                 | Francja Géo André Maurice Delvart André Devaux Gaston Féry                                         | [ 28 ] |
| 1924, Paryż          | USA Commodore Cochran Alan Helffrich Oliver MacDonald William Stevenson                                  | Szwecja Erik Byléhn Nils Engdahl Artur Svensson Gustaf Wejnarth                                              | Wielka Brytania Guy Butler George Renwick Richard Ripley Edward Toms                               | [ 29 ] |
| 1928, Amsterdam      | USA Fred Alderman George Baird Ray Barbuti Emerson Spencer                                               | Republika Weimarska Hermann Engelhard Richard Krebs Otto Neumann Harry Werner Storz                          | Kanada James Ball Phil Edwards Stanley Glover Alex Wilson                                          | [ 30 ] |
| 1932, Los Angeles    | USA Edgar Ablowich Bill Carr Ivan Fuqua Karl Warner                                                      | Wielka Brytania David Burghley Thomas Hampson Godfrey Rampling Crew Stoneley                                 | Kanada James Ball Phil Edwards Ray Lewis Alex Wilson                                               | [ 31 ] |
| 1936, Berlin         | Wielka Brytania Godfrey Brown Godfrey Rampling Bill Roberts Freddie Wolff                                | USA Harold Cagle Alfred Fitch Edward O’Brien Robert Young                                                    | III Rzesza Helmut Hamann Rudolf Harbig Friedrich von Stülpnagel Harry Voigt                        | [ 32 ] |
| 1948, Londyn         | USA Clifford Bourland Roy Cochran Arthur Harnden Mal Whitfield                                           | Francja Robert Chef d’Hôtel Jean Kerebel Jacques Lunis Francis Schewetta                                     | Szwecja Folke Alnevik Rune Larsson Kurt Lundquist Lars-Erik Wolfbrandt                             | [ 33 ] |
| 1952, Helsinki       | Jamajka Leslie Laing Herb McKenley George Rhoden Arthur Wint                                             | USA Gene Cole Ollie Matson Charles Moore Mal Whitfield                                                       | Niemcy Karl-Friedrich Haas Hans Geister Günther Steines Heinz Ulzheimer                            | [ 34 ] |
| 1956, Melbourne      | USA Tom Courtney Charlie Jenkins Louis Jones Jesse Mashburn                                              | Australia Graham Gipson John Goodman Kevan Gosper Leon Gregory David Lean                                    | Wielka Brytania Peter Higgins Derek Johnson John Salisbury Michael Wheeler                         | [ 35 ] |
| 1960, Rzym           | USA Glenn Davis Otis Davis Jack Yerman Earl Young                                                        | Wspólna Reprezentacja Niemiec Johannes Kaiser Carl Kaufmann Manfred Kinder Hans-Joachim Reske                | Federacja Indii Zachodnich Keith Gardner George Kerr Malcolm Spence James Wedderburn               | [ 36 ] |
| 1964, Meksyk         | USA Henry Carr Ollan Cassell Michael Larrabee Ulis Williams                                              | Wielka Brytania Robbie Brightwell John Cooper Tim Graham Adrian Metcalfe                                     | Trynidad i Tobago Kent Bernard Wendell Mottley Edwin Roberts Edwin Skinner                         | [ 37 ] |
| 1968, Meksyk         | USA Lee Evans Ron Freeman Larry James Vincent Matthews                                                   | Kenia Charles Asati Naftali Bon Munyoro Nyamau Daniel Rudisha                                                | RFN Gerhard Hennige Martin Jellinghaus Manfred Kinder Helmar Müller                                | [ 38 ] |
| 1972, Monachium      | Kenia Charles Asati Munyoro Nyamau Robert Ouko Julius Sang                                               | Wielka Brytania David Hemery David Jenkins Alan Pascoe Martin Reynolds                                       | Francja Gilles Bertould Jacques Carette Francis Kerbiriou Daniel Vélasques                         | [ 39 ] |
| 1976, Montreal       | USA Benny Brown Herman Frazier Fred Newhouse Maxie Parks                                                 | Polska Zbigniew Jaremski Jerzy Pietrzyk Ryszard Podlas Jan Werner                                            | RFN Bernd Herrmann Franz-Peter Hofmeister Lothar Krieg Harald Schmid                               | [ 40 ] |
| 1980, Moskwa         | ZSRR Wiktor Burakow Nikołaj Czerniecki Michaił Linge Wiktor Markin Remigijus Valiulis                    | NRD Volker Beck Andreas Knebel Frank Schaffer Klaus Thiele                                                   | Włochy Stefano Malinverni Pietro Mennea Roberto Tozzi Mauro Zuliani                                | [ 41 ] |
| 1984, Los Angeles    | USA Ray Armstead Alonzo Babers Walter McCoy Antonio McKay Sunder Nix Willie Smith                        | Wielka Brytania Kriss Akabusi Todd Bennett Phil Brown Garry Cook                                             | Nigeria Innocent Egbunike Rotimi Peters Moses Ugbisie Sunday Uti                                   | [ 42 ] |
| 1988, Seul           | USA Danny Everett Steve Lewis Antonio McKay Butch Reynolds Kevin Robinzine Andrew Valmon                 | Jamajka Howard Burnett Bert Cameron Howard Davis Trevor Graham Winthrop Graham Devon Morris                  | RFN Norbert Dobeleit Mark Henrich Edgar Itt Bodo Kuhn Ralf Lübke Jörg Vaihinger                    | [ 43 ] |
| 1992, Barcelona      | USA Darnell Hall Charles Jenkins Michael Johnson Steve Lewis Andrew Valmon Quincy Watts                  | Kuba Roberto Hernández Héctor Herrera Lázaro Martínez Norberto Téllez                                        | Wielka Brytania Kriss Akabusi Roger Black David Grindley Du’aine Ladejo John Regis Mark Richardson | [ 44 ] |
| 1996, Atlanta        | USA Alvin Harrison Anthuan Maybank Derek Mills Jason Rouser LaMont Smith                                 | Wielka Brytania Jamie Baulch Roger Black Mark Hylton Du’aine Ladejo Mark Richardson Iwan Thomas              | Jamajka Dennis Blake Davian Clarke Gregory Haughton Roxbert Martin Michael McDonald Garth Robinson | [ 45 ] |
| 2000, Sydney         | Nigeria Nduka Awazie Sunday Bada Clement Chukwu Fidelis Gadzama Jude Monye Enefiok Udo-Obong             | Jamajka Sanjay Ayre Michael Blackwood Gregory Haughton Michael McDonald Danny McFarlane Christopher Williams | Bahamy Chris Brown Troy McIntosh Avard Moncur Timothy Munnings Carl Oliver                         | [ 46 ] |
| 2004, Ateny          | USA Derrick Brew Otis Harris Andrew Rock Jeremy Wariner Darold Williamson Kelly Willie                   | Australia Patrick Dwyer Clinton Hill Mark Ormrod John Steffensen                                             | Nigeria Musa Audu James Godday Enefiok Udo-Obong Saul Weigopwa                                     | [ 47 ] |
| 2008, Pekin          | USA Kerron Clement LaShawn Merritt David Neville Angelo Taylor Jeremy Wariner Regi Witherspoon           | Bahamy Andretti Bain Chris Brown Michael Mathieu Ramon Miller Avard Moncur Andrae Williams                   | Wielka Brytania Michael Bingham Martyn Rooney Andrew Steele Robert Tobin                           | [ 48 ] |
| 2012, Londyn         | Bahamy Chris Brown Michael Mathieu Ramon Miller Demetrius Pinder                                         | USA Joshua Mance Tony McQuay Manteo Mitchell Bryshon Nellum Angelo Taylor                                    | Trynidad i Tobago Ade Alleyne-Forte Lalonde Gordon Deon Lendore Jarrin Solomon                     | [ 49 ] |
| 2016, Rio de Janeiro | USA Kyle Clemons Arman Hall Tony McQuay LaShawn Merritt Gil Roberts David Verburg                        | Jamajka Nathon Allen Fitzroy Dunkley Javon Francis Peter Matthews Rusheen McDonald                           | Bahamy Chris Brown Steven Gardiner Michael Mathieu Stephen Newbold Alonzo Russell                  | [ 50 ] |
| 2021, Tokio          | USA Rai Benjamin Michael Cherry Bryce Deadmon Michael Norman Vernon Norwood Randolph Ross Trevor Stewart | Holandia Terrence Agard Ramsey Angela Liemarvin Bonevacia Tony van Diepen Jochem Dobber                      | Botswana Isaac Makwala Bayapo Ndori Zibani Ngozi Baboloki Thebe                                    | [ 51 ] |

### Sztafeta mieszana 4 × 400 metrów
Konkurencja obecna jest w programie od Igrzysk Olimpijskich 2020. W poniższej tabeli przedstawiono wszystkich medalistów igrzysk olimpijskich w sztafecie mieszanej 4 × 400 m w 2021 roku. Wymieniono zawodników startujących zarówno w biegach finałowych, jak i eliminacjach, nie uwzględniając jednak zawodników rezerwowych. Wymieniono również kobiety będące częścią sztafet, mimo że całość artykułu odnosi się jedynie do mężczyzn jako zdobywców medali. Ze względu na temat listy mężczyźni zostali wymienieni w pierwszej kolejność.
| Rok i miejsce | Złoto | Srebro                                                                                        | Brąz | Źr.    |
| ------------- | --- | --------------------------------------------------------------------------------------------- | --- | ------ |
| 2021, Tokio   | Polska Kajetan Duszyński Dariusz Kowaluk Karol ZalewskiIga Baumgart-Witan Małgorzata Hołub-Kowalik Natalia Kaczmarek Justyna Święty-Ersetic | Dominikana Lidio Andrés Feliz Alexander Ogando Luguelín SantosAnabel Medina Marileidy Paulino | Stany Zjednoczone Bryce Deadmon Elija Godwin Vernon Norwood Trevor StewartKendall Ellis Lynna Irby Taylor Manson Kaylin Whitney | [ 52 ] |

### Sztafeta 1600 metrów
Konkurencję rozegrano tylko raz, podczas igrzysk w Londynie. Sztafetę rozegrano kolejno na odcinkach 2 × 200 m, 400 m i 800 m. W poniższej tabeli przedstawiono wszystkich medalistów igrzysk olimpijskich w sztafecie zmiennej na 1600 m (zbliżonej dystansami odcinków do sztafety olimpijskiej) w 1908 roku.
| Rok i miejsce | Złoto                                                            | Srebro                                                                    | Brąz                                                             | Źr.    |
| ------------- | ---------------------------------------------------------------- | ------------------------------------------------------------------------- | ---------------------------------------------------------------- | ------ |
| 1908, Londyn  | USA Nathaniel Cartmell William Hamilton Mel Sheppard John Taylor | Cesarstwo Niemieckie Hanns Braun Hans Eicke Arthur Hoffmann Otto Trieloff | Węgry Ödön Bodor Frigyes Mezei József Nagy Vilmos Rácz Pál Simon | [ 53 ] |